# (5286) Haruomukai
(5286) Haruomukai est un astéroïde de la ceinture principale.

## Description
(5286) Haruomukai est un astéroïde de la ceinture principale. Il fut découvert le 4 novembre 1989 à Kagoshima par Masaru Mukai et Masanori Takeishi. Il présente une orbite caractérisée par un demi-grand axe de 2,92 UA, une excentricité de 0,02 et une inclinaison de 3,0° par rapport à l'écliptique.

## Compléments